# Meigle Sculptured Stone Museum
Meigle Sculptured Stone Museum er en permanent udstilling af 27 udskårne piktiske sten i landsbyen Meigle i det østlige Scotland. Det ligger op A94 road der løber fra Coupar Angus til Forfar. Museet er indrettet i den tidligere skole, der blev opført i 1844.
Stensamlingen indikerer, at der har ligget en kirke eller kloster i nærheden. Der er en tidlig historisk omtale af værker udført af Thana, søn af Dudabrach, der var i Meigle (omtalt som Migdele) i midten af 800-tallet under Kong Pheraths styre. Thana har sandsynligvis fungeret som skrivermunk i det lokale kloster, der kan være grundlagt i 700-tallet. Stenene på museet er alle blevet fundet nær Meigle, og størstedelen af dem på en kirkegård eller brugt til opførsel af den gamle kirke. Den nuværende kirke i byen stammer fra omkring 1870, og den blev opført efter den tidligere bygning blev ødelagt af en brand 28. marts 1869. Stenene blev reddet af William Galloway lige efter branden. Stenene er kristne monumenter til det døde piktiske kriger-aristokrati, der er afbildet på stenene med deres våben eller i jagtsituationer.